# Дубна (приток Волги)
Дубна́ — река во Владимирской, Московской и Тверской областях России, правый приток Волги, впадает в Угличское водохранилище.

## Название
Большинство созвучных подмосковных гидронимов — Дубна, Дубёнка, Дубачинка, Дубеченка, Дубешня, Большая Дубна, Малая Дубна — имеют славянское происхождение и связаны с названием дерева дуб по аналогии с похожими, образованными от названий различных деревьев — Берёзовка, Ольховка, Сосновка, Елинка, Липовка. Однако в случае с волжской Дубной, ввиду отсутствия дубовых лесов и отдельно растущих деревьев по берегам реки, название имеет балтийское происхождение и восходит к балтским племенам, заселявшим север Московской области в I тысячелетии до нашей эры ещё до того, как на эти земли пришли финно-угры и славяне. В балтских языках термин dubus имеет значение «глубокий», «глубокая река», протекающая в долине. Основой гидронима могли также послужить литовские слова dube — «долина», dubuma — «впадина», dubina — «углубление». В Литве также есть река Дубиса, а в Латвии — Дубна.

## Физико-географическая характеристика
Длина реки составляет 167 км, из которых 137 км в пределах Московской области, площадь водосборного бассейна — 5350 км², по этим характеристикам Дубна занимает соответственно 29-е и 25-е место среди волжских притоков.
Течёт на запад-северо-запад по Верхневолжской низменности в границах Александровского района Владимирской области, Сергиево-Посадского и Талдомского районов, а также городского округа Дубна Московской области; короткий приустьевой отрезок лежит на территории Кимрского района Тверской области.
Истоки реки находятся на склонах Клинско-Дмитровской гряды, недалеко от деревни Зезевитово, севернее станции Арсаки Ярославского направления Московской железной дороги. В верховье течёт в крутых, изрезанных устьями притоков берегах. Среднее течение реки находится в пределах сложенной песками мощностью до 15 м и почти полностью покрытой болотами Дубнинской низины. В районе впадения реки Гусаренки Дубна круто поворачивает на север, а затем, после впадения Сулати, на запад, огибая Талдомскую моренную гряду. Здесь долина реки становится широкой (до 8—10 км), пойма сильно заболочена, низкорослые березняки в ней чередуются с ольховыми топями. Близ деревни Нушполы Дубна поворачивает на юг, а затем на юго-запад; долина здесь несколько сужается, глубина достигает 3 м. На этом участке много стариц, после каждого половодья река меняет своё русло. После впадения Вели долина менее заболоченная, ширина поймы 200—1000 м; в районе впадения Ветёлки Дубна поворачивает на северо-запад, сохраняя это общее направление вплоть до устья. Ниже посёлка Вербилки берега становятся более высокими и крутыми. Ниже устья Сестры Дубна уже представляет собой широкую и многоводную реку; ширина — от 40 до 60 м, глубина — от 2 до 4 м, скорость течения — 0,3—0,5 м/с. Впадает в Угличское водохранилище (нижнее течение реки находится в зоне его подпора) в 2962 км от устья Волги, восточнее города Дубны, в 9 км ниже плотины Иваньковской ГЭС, высота устья — 113,3 м над уровнем моря. Приустьевой участок протяжённостью 6 км входит в перечень внутренних водных путей России.
В 1930-е годы с целью осушения поймы Дубны был спрямлён участок её русла длиной 57,5 км в верхнем и среднем течении. Также были спрямлены русла притоков — Нушполки, Сулоти и Кубжи, создан Веле-Дубнинский канал для отведения вод реки Вели ниже по течению Дубны, образована сеть регулирующих каналов. Все эти меры оказали существенное влияние на гидрологический режим реки.
Питание реки происходит преимущественно за счёт талых вод. Период половодья выпадает на начало или середину апреля, от воды пойма реки освобождается в конце мая — июне, или в середине июля, если этот процесс сопровождается дождевыми паводками. Летне-осенние паводки приходятся на два первых осенних месяца. Ледяной покров образуется в ноябре, вскрывается река в марте-апреле. Средний расход воды — 11 м³/с. Самыми крупными из основных притоков Дубны являются Сестра и Веля:
- 11 км: река Сестра (лв)
- 26 км: руч. Куйминка (пр)
- 27 км: река Куновка (лв)
- 60 км: река Якоть (лв)
- 61 км: река Шибовка (лв)
- 63 км: река Веля (лв)
- 74 км: река Шибахта (лв)
- 78 км: река Корешовка (лв)
- 93 км: река Кубжа (лв)
- 105 км: река Сулать (пр)
- 113 км: река Вытравка (лв)
- 120 км: река Гусаренка (лв)
- 130 км: река Кунья (лв)
- 144 км: река Рассоловка (лв)

По данным государственного водного реестра России Дубна относится к Верхневолжскому бассейновому округу. Речной бассейн реки — (Верхняя) Волга до Куйбышевского водохранилища (без бассейна Оки), речной подбассейн реки — бассейны притоков (Верхней) Волги до Рыбинского водохранилища, водохозяйственный участок реки — Волга от Иваньковского гидроузла до Угличского гидроузла (Угличское водохранилище).

## Использование
По берегам реки расположено множество населённых пунктов, крупнейшие из которых город Дубна (74 032 чел.) и рабочий посёлок Вербилки (10 092 чел.). Из-за высокой антропогенной нагрузки, связанной с хозяйственно-бытовой и промышленной деятельностью, воды реки по классу качества относятся к категории «грязных», негативное влияние на них оказывают жилищно-коммунальное хозяйство и предприятия двух вышеупомянутых населённых пунктов, а также города Клина, расположенного на реке Сестре — главном притоке Дубны.
Река используется водными туристами как для двухдневных походов выходного дня от Вербилок до Дубны, так и для более длительных путешествий сроком от 4 до 6 дней, при которых сплав начинается от деревни Ченцы или села Константиново, связанных автобусным сообщением с Сергиевым Посадом. Наибольший интерес для пеших туристов представляют верховья до села Муханово и незначительный участок в среднем течении. Ихтиофауна водоёма представлена плотвой, лещом, щукой, окунем, голавлём, ельцом, язём и другими видами рыб.